# Durusa
Durusa (Durușa), település Romániában, a Partiumban, Máramaros megyében.

## Fekvése
Szilágycsehtől keletre, Nagysomkúttól délre, Nagykörtvélyes, Kővárgara és Kőváralja közt fekvő település.

## Története
Durusa nevét 1733-ban említette először oklevél Durussa néven. 1750-ben Durusa, 1760–1762 között Durusa seu Duruse, 1808-ban Darussa, Dursdorf, Durussu, 1888-ban és 1913-ban Durusa néven írták.
A falu egykor Kővárvidékhez tartozott. A 13-14. században a Drágfiak birtoka volt, majd azoknak kihalta után kincstári birtok, a magyar király vagy az erdélyi fejedelem kezén. A 16-17. században a gróf Telekiek kapták meg s ők voltak földesurai 1848-ig.
1910-ben 203 lakosából 2 német, 200 román volt. Ebből 200 görögkatolikus, 3 izraelita volt. A trianoni békeszerződés előtt Szatmár vármegye Nagysomkúti járásához tartozott.

## Nevezetességek
- Görögkatolikus temploma 1898-ban épült.